# Wahadło (narzędzie tortur)

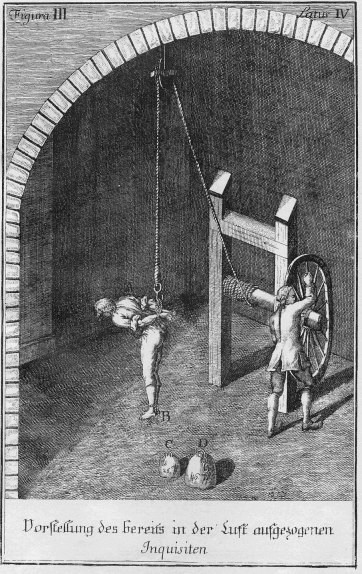
Wahadło

Wahadło, nazywane też strappado, było torturą niepowodującą uszkodzeń skóry, za to zrywającą mięśnie i więzadła. Zaczynano ją od związania rąk ofiary z tyłu, przez pęta przewiązywano linę, którą przeciągano przez przymocowany do sufitu hak. Często do stóp przymocowywano ciężary, jako dodatkowe obciążenie. Gdy kat pociągnął wolny koniec liny, ręce torturowanego zaczynały wyginać się w stronę pleców. Czynił to powoli, co potęgowało ból. Po pewnym czasie, coraz mocniejszego podciągania, kości wyskakiwały ze stawów, czasem nawet pękały i zostawały zerwane ścięgna. Wtedy ręce ofiary znajdowały się równolegle do głowy.
Osobie torturowanej nie pomagały omdlenia. Nad tym czuwał medyk obecny przy przesłuchaniu. W razie konieczności podawał lekarstwa trzeźwiące. Gdy w katowni nie było medyka, osobę torturowaną po prostu polewano wodą. Wtedy torturę zaczynano na nowo.
Wahadło było stosowane przez Inkwizycję. Więzień poddawany tej torturze podnoszony był o ok. 2 metry nad podłogą. Gdy zawisał w takiej niewygodnej pozycji, przesłuchanie było kontynuowane. Jeśli ponownie odmówił udzielenia odpowiedzi na pytania inkwizytora, jego ciało było podnoszone jeszcze wyżej, aż do sufitu; po czym kat upuszczał ofiarę, zatrzymując linę w połowie drogi, tak, aby nie doszło do zetknięcia z podłogą. Tylko złożenie zeznania bądź utrata przytomności mogły zatrzymać ów proces. Wahadło uznawane było zazwyczaj za torturę przygotowawczą, stosowaną we wstępnej fazie tortur.
Do współczesnych przypadków stosowania tej tortury zaliczyć można użycie wahadła przez żołnierzy amerykańskich w więzieniu Abu Ghraib, na terenie Iraku.